# Кремчуков, Георгий Алексеевич
Кремчуков Георгий Алексеевич (30 марта 1908, Плетниковка, Вяземский уезд, Смоленская губерния, Российская Империя — 14 декабря 1994, Москва, Российская Федерация) — советский геолог, исследователь Чукотки, один из первых участников проекта по разработке и добычи урана в рамках проекта создания советской атомной бомбы.

## Биография
Родился в деревне Плетниковка Вяземского уезда Смоленской губернии. Родители — крестьяне Алексей Васильевич (1880—1945) и Анна Ивановна (1884—1942). В семье было четверо сыновей и одна дочь. Семья была небогатой, родители занимались сельским хозяйством, зимой — отхожими промыслами (отец работал извозчиком, мать подрабатывала на льночесальных предприятиях Вязьмы). Деревня примыкала к городской черте, поэтому родители никогда не покидали надолго своих детей.
В 1916 году Георгий поступил в церковно-приходскую школу при Церкви Рождества Христова в соседней деревне Ямская слобода. Обучение было прервано событиями конца Первой Мировой войны и начала революции. Отец был призван на фортификационные работы, а старший брат — в действующую армию. Все силы оставшихся с матерью и дедом детей были направлены на сохранение небольшого хозяйства. Кроме того, дети подрабатывали на спичечной фабрике.
Позже Георгий возобновил обучение в школе, после окончания которой и Вяземских курсов подготовки в ВУЗы, поступил в 1929 году на геологическое отделение физико-математического факультета Московского университета, откуда в 1930 году был переведен в Московский геолого-разведочный институт. Во время обучения участвовал в поиске горючих сланцев в Актюбинской низменности, в геологическом изучении и поисках полиметаллических и серно-колчеданных месторождений на Кольском полуострове, в изучении свинцово-цинковых месторождений на Северном Кавказе, в изучении и перспективной оценке рудопроявлений кобальта на Кавказе. Именно последняя работа легла в основу дипломной работы Г. А. Кремчукова и его работы в начале Великой Отечественной войны. Научным руководителем Кремчукова был известный советский геолог и петрограф В. И. Лучицкий.

### Работа на Чукотском полуострове
1935—1939 годы в жизни Г. А. Кремчукова связаны с Чукотским полуостровом. В качестве главного геолога и технического руководителя Второй Чукотской экспедиции, организованной Горно-геологическим управлением Главсевморпути, в задачи которой входили поиск и разведка месторождений олова, вольфрама, молибдена, золота, он провел в экспедиции 1935—1936 и 1938—1939 годы. Г. А. Кремчуковым как главным геологом экспедиции была организована масштабная работа по геологической разведке на широкой территории Чукотского полуострова, закончившаяся оценкой потенциала вновь открытого Иультинского месторождения, на базе которого в будущем было создано крупное горно-добывающее предприятие, проработавшее до середины 1990-х годов.
С чукотской экспедицией было связано много романтики и будничного героизма, тяжелого выживания в непривычных условиях Заполярья при хронической нехватке ресурсов. Видел смерть и сам был неоднократно на волоске от смерти. Так, именно Г. А. Кремчуков, будучи на полевом выходе, 3 мая 1936 года обнаружил разбитый самолёт Р-5 с бортовым номером Н-43, который пропал без вести ещё 19 декабря 1935 года вместе с летчиком Г. Буториным, бортмехаником А. Богдашевским и командиром Чукотской авиагруппы Г. Н. Волобуевым. Рядом с самолётом стояла занесенная снегом палатка с телом бортмеханика, который до последнего своего часа вел дневник…
Несмотря на несомненный успех экспедиции, гибель её первого руководителя М. Ф. Зяблова в 1937 году в застенках НКВД, и перевод всех чукотских проектов из ведения Главсевморпути в ведение Дальстроя НКВД, привели к тому, что вся команда геологов была сменена. Сам Георгий Алексеевич чудом избежал репрессий, а результаты экспедиции засекречены.
История участия Г. А. Кремчукова во Второй Чукотской экспедиции была им впоследствии (в конце 1980-х гг.) описана в воспоминаниях, которые готовятся к публикации в 2017 году.

### Начало войны. Работа на Кавказе
Но уже в 1941 году, с началом Великой Отечественной войны, опыт и энергия молодого геолога снова понадобились Родине. В июле Кремчуков командируется в Рудоуправление «Дашкесанкобальт» в Азербайджане, где последовательно занимает должности главного инженера, главного геолога, заместителя директора. Предприятие, бывшее предметом дипломной работы Георгия Алексеевича, добывало кобальт для оружейных сплавов и имело важнейшее стратегическое значение. Многочисленные просьбы Кремчукова отправить его на фронт не были удовлетворены.

### Разведка урана
В конце 1943 года Георгий Алексеевич вызывается в Москву. С этого момента и до конца профессиональной деятельности его работа связана с ураном. Его назначают начальником и главным геологом Украинской редкометальной экспедиции, которой была поставлена задача разведки урана на только что освобожденной от немецких захватчиков территории Приазовья.
Далее следует работа главным геологом Советско-Болгарского горного общества в 1945—1950 годах, Пятигорского рудоуправления в 1950—1955 годах, Акционерного общества «ВИСМУТ» в ГДР в 1955—1961 годах. Вклад Георгия Алексеевича в развитие урановой индустрии СССР и стран Восточной Европы был отмечен Орденом Ленина (1949) и Государственной премией (1951).
С 1961 года и до выхода на пенсию в 1986 году Георгий Алексеевич Кремчуков работал в Министерстве среднего машиностроения, занимаясь развитием урановых месторождений стран-участниц Варшавского договора в качестве главного геолога 1-го Главного управления министерства. В этой роли до последнего рабочего дня Георгий Алексеевич участвовал в полевой работе, по несколько раз в год посещал предприятия, спускался в шахты. Долгий опыт работы, в частности, на месторождениях урана в ЧССР вылился в изданную в 1984 году совместно с коллективом автором книгу «Урановые месторождения Чехословакии».

### На пенсии
Выйдя на пенсию, Георгий Алексеевич продолжил активную профессиональную деятельность, выступая в качестве советника при Министерстве среднего машиностроения. Он вел активную переписку с краеведческим музеем города Эгвекинот на Чукотке. Георгий Алексеевич вел переписку со многими другими участниками освоения Чукотки в 1930-е годы, в частности, дружеские отношения связывали его со знаменитым полярным летчиком М. Н. Каминским. Написал подробные воспоминания о работе на Чукотке, которые опубликованы в 2020 году под названием «От Залива Креста до Иультина: записки полярного геолога».
Георгий Алексеевич Кремчуков ушел из жизни 14 декабря 1994 года в Москве на 86-м году жизни. Похоронен на Митинском кладбище в Москве.

## Награды
- Орден Ленина (1949)
- Орден Трудового Красного Знамени (1951)
- Орден Знак Почета (1956, 1971)
- Медаль «За трудовую доблесть» (1962)
- Медаль «За доблестный труд в Великой Отечественной войне 1941—1945 гг.»
- Медаль «Ветеран труда» (1984)
- Сталинская премия второй степени (1951)
- Заслуженный геолог РСФСР (1979)
- Знак «Шахтёрская слава» всех трех степеней
- Орден «За заслуги перед Отечеством» (ГДР) второй степени (1960)
- Орден Красной Звезды Труда (ЧССР) (1975)
- Народный орден Труда 1-й степени (Болгария) (1972)
- Почетный член Болгарского геологического общества (1986)

## Публикации
- Урановые месторождения Чехословакии, Прага, 1984
- Кремчуков, Георгий Алексеевич. От залива Креста до Иультина: записки полярного геолога/ Г. А. Кремчуков; [биогр. очерк: А. К. Стась. — Б.м.: Издательские решения (Ridero), 2020. — 149, [1] с.: ил., портр., к. — ISBN 978-5-0051-0130-3